# Joseph Maréchal
Joseph Maréchal (Charleroi, 1º luglio 1878 – Lovanio, 11 dicembre 1944) è stato un gesuita, filosofo e psicologo belga.
Docente all'Istituto Superiore di Filosofia dell'Università Cattolica di Lovanio, fondò una scuola di pensiero chiamata Tomismo Trascendentale, nel quale tentò di unire il pensiero teologico e filosofico di S.Tommaso d'Aquino con quello di Immanuel Kant.

## Biografia

### Formazione
Maréchal entrò nella Compagnia di Gesù nel 1895 e, dopo il dottorato in Biologia a Lovanio (1905) si specializzò inizialmente in Psicologia sperimentale, trascorrendo un periodo a Monaco di Baviera con Wilhelm Wundt (1911). In verità, fino alla fine della sua vita Maréchal disse che il suo interesse concreto era piuttosto per la Psicologia che non per la Filosofia.

### Tomismo Trascendentale
Chiamato tempestivamente dal Papa Leone XIII per ravvivare la teologia Tomista, egli iniziò a studiare approfonditamente le opere di S. Tommaso d'Aquino con lo scopo di comprendere la coerenza interna del suo sistema, con le opere di altri autori scolastici, filosofi moderni e scienziati dell'epoca. Da questo (ed in particolare dalle influenze dell'idealismo trascendentale di Kant) emerse un nuovo e più dinamico Tomismo, riconquistando l'unione di azione e potere del pensiero originale. Lo sviluppo del suo pensiero poteva essere afferrato nei cinque Cahiers (vedi sotto: Opere) nei quali dopo l'esposizione della debolezza del tomismo tradizionale, egli valutò la filosofia di Kant (terzo Cahier) come quella che l'aiutò a proporre un Tomismo modernizzato nei Cahier 4 e 5. 

### Influenza
Il lavoro di Maréchal ebbe una grande influenza sui teologi contemporanei e filosofi come: Gaston Isaye, Joseph de Finance, Karl Rahner, Bernard Lonergan e J.B. Lotz. Egli proseguì nello stesso modo i suoi studi di psicologia e misticismo. Fino alla sua morte (11 dicembre 1944) egli insegnò Filosofia e Psicologia sperimentale alla Casa degli Studi dei Gesuiti in Lovanio, Belgio. (Collège philosophique et théologique Saint Albert de Louvain).
Reginald Garrigou-Lagrange fu uno dei maggiori oppositori del pensiero di Maréchal.

### Opere
- Le point de départ de la Métaphysique (5 Cahiers), Bruges-Louvain, 1922-47.
- Studies in the Psychology of the Mystics, New-York, 1964.
- Précis d'histoire de la philosophie moderne, Louvain, 1933.